# أحمد عيد
أحمد عيد (6 يناير 1968 ) ممثل كوميدي مصري. بدأ مشواره الفني بمشاركة في أدوار صغيرة في مسرحيات كوميدية أشهرها ألابندا، جاءت نقطة التحول إلى نجومية وزاد من شهرته الجماهيرية دوره في الفيلم الكوميدي فيلم ثقافي، ثم انطلق أحمد عيد في عالم السينما وقدم العديد من الأفلام الكوميدية من أشهرها فيلم إوعى وشك وفيلم أنا مش معاهم، وكذلك دخل إلى عالم التليفزيون وقدم عدد من مسلسلات مثل مسلسل صاحب السعادة مع النجم عادل إمام، وكذلك خاض تجربة العمل في الإذاعة وقدم المسلسل الإذاعي رابع جار مع النجمة لطيفة.

## عن حياته
هو ممثل مصري، من مواليد المنزلة بمحافظة الدقهليه في 6 يناير، التحق بكلية الزراعة، ولم يستكمل الدراسة بها، فالتحق بمعهد الفنون المسرحية، وعمل في العديد من المسرحيات فكانت بدايته الفنية، منها :سوق الحلاوة، والعين الحمرا، وألابندا. شارك في بطولة فيلم ثقافي عام 2000 مع أحمد رزق وفتحي عبد الوهاب ثم نال شهرته في بأول بطولة مطلقة له في فيلم ليلة سقوط بغداد، ثم فيلم أنا مش معاهم ورامي الإعتصامي ثم فيلم حظ سعيد عن ثورة 25 يناير ثم فيلم ياباني أصلي في عام 2017 وفيلم خلاويص في عام 2018. له العديد من المسلسلات كذلك مثل مسلسل أزمة سكر، وصاحب السعادة، شارك مع المطربة لطيفة في المسلسل الإذاعي رابع جار في رمضان 2018.
اشتهر بأداء الأدوار الكوميدية السياسية، الجدير بالذكر أن الفنان أحمد عيد ساهم بدور بسيط للغاية في فيلم حلق حوش ولم يلحظه أغلب المشاهدين نظرا لنحالته ونحافته الشديدة فقد ساهم بدور حارس أمن البنك ثم وطد صداقته بعدها بالفنان محمد هنيدى واشترك بدور بسيط في فيلم صعيدى في الجامعة الأمريكية وعن طريق الفنانة ليلى علوي تعرف على الفنان أحمد رزق الذي شاركها في مسرحية الجميلة والوحوش.

## أعماله

### أفلامه[3][4]
- حلق حوش 1996 في دور الحارس
- همام في أمستردام 1999 في دور الننا
- فيلم ثقافي (أول بطولة مطلقة له) 2000 في دور علاء
- شورت وفانلة وكاب 2000 في دور عصفور الشورت
- شجيع السيما 2000
- أفريكانو 2001 في دور عصام
- إزاي البنات تحبك 2002 في دور عاطف
- قلب جريء 2002 في دور وائل
- إوعى وشك 2003 (بطولة مشتركة مع أحمد رزق) في دور جعفر
- ليلة سقوط بغداد 2005 في دور طارق
- أنا مش معاهم 2007 في دور عمرو
- خليك في حالك 2007 في دور صلاح
- رامي الإعتصامي 2008 في دور رامي
- حظ سعيد 2012 في دور سعيد
- ياباني أصلي 2017 في دور محرم[5]
- خلاويص 2018 في دور حسن[6]
- أهل الكهف 2024 بدور مليخة

### مسلسلاته
- أزمة سكر
- ألف سلامة
- صاحب السعادة[7]
- اختراق 2
- عملة نادرة
- الحشاشين

### مسرحياته
- ألابندا
- اخطف مراتي ولك تحياتي
- عروسة من جهة إلكترونية

## روابط خارجية
- أحمد عيد على موقع IMDb (الإنجليزية)
- أحمد عيد على موقع الدهليز
- أحمد عيد على موقع قاعدة بيانات الأفلام العربية
- أحمد عيد على موقع قاعدة بيانات الفيلم (الإنجليزية)